# François Meuret
François Meuret, né le 3 mars 1800 à Nantes et mort le 5 ou 15 juillet 1887 à Beaumont-le-Roger, est un peintre miniaturiste français.

## Biographie
François Meuret est né le 3 mars 1800 à Nantes. Il est l'élève d'Aubry,,.
Un grand nombre de ses portraits sont exposés au musée royal en 1822, 1824 et en 1827.
Il expose au Salon de 1822 à 1852. Il remporte une médaille de seconde classe en 1827 et une médaille de première classe en 1843,.
François Meuret est le peintre de Louis-Philippe et de la famille d'Orléans.
Il est nommé chevalier de la Légion d'honneur en 1864,.
Il est mort le 5 ou le 15 juillet 1887 à Beaumont-le-Roger,,.

## Œuvres

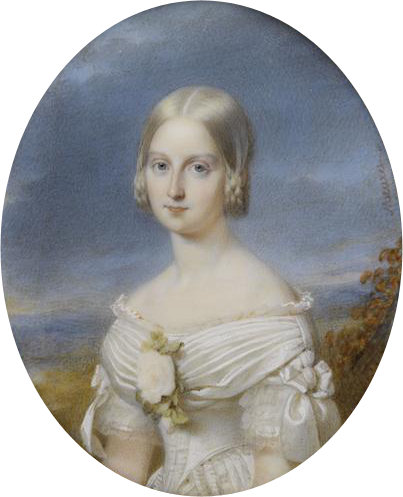
Marie Caroline de Bourbon-Siciles, miniature, musée Condé, Chantilly.
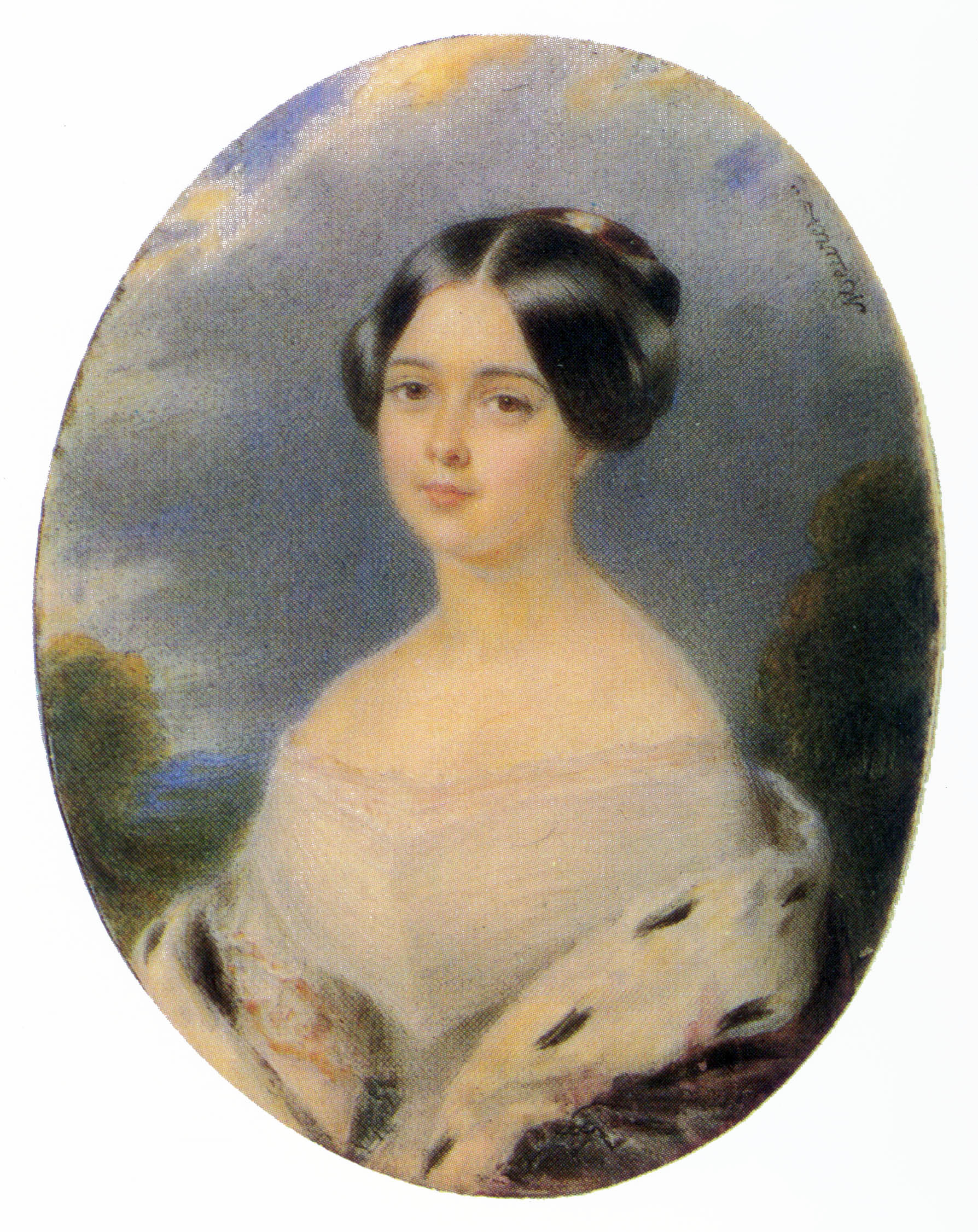
Zinaida Toll Golitsyna, vers 1840, miniature, musée historique d'État, Moscou.